# Фикоэритрин
Фикоэритри́н (От др.-греч. φῦκος — водоросли и ἐρῠθρός — красный) — дополнительный красный фотосинтетический пигмент, обнаруженный у цианобактерий и красных водорослей. Фикоэритрин, как и все фикобилипротеины состоит из белковой части, построенной из α- и β- частиц, организованных в виде шестиугольника и ковалентно связанной с хромофорами, называемыми фикобилинами. Фикоэритрины способны связываться с наибольшим количеством фикобилинов (до шести на один α-β димер).
Максимум поглощения в видимой части спектра — примерно 495 и 546/566 нм и зависит от конкретного организма. Пик излучения находится в районе 575 ± 10 нм (фикоэритрин поглощает светло-зелёно-голубой/желтоватый свет и излучает светло-жёлто-оранжевый).
Фикоэририн является вспомогательным пигментом хлорофилла. Световая энергия захватывается фикоэритрином, а затем передаётся в реакционный центр через фикобилипротеины фикоцианин и аллофикоцианин.
R-фикоэритрин используется в лабораториях как флюоресцентный индикатор наличия цианобактерий и для маркировки антител в технике, называемой иммунофлюоресценция. Существуют также другие типы фикоэритринов, например, В-фикоэритрин, который имеет немного отличные спектральные характеристики. В-фикоэритрин поглощает в основном волны длиной около 545 нм (светло-желтовато-зелёный) и излучает волны длиной 572 нм (жёлтый), благодаря чему лучше подходит для некоторых лабораторных работ. В-фикоэритрин также менее клейкий, чем R-фикоэритрин, и меньше реагирует на фоновые сигналы из-за неспецифической связи в некоторых условиях.
R-фикоэритрин и В-фикоэритрин — одни из самых ярких обнаруженных флюоресцентных красителей.

## Структурные характеристики

Фикоэритробилин — типичный хромофор в фикоэритрине

R-фикоэритрин в основном производится красными водорослями. Белок состоит из трёх различных субъединиц, и его состав варьирует в зависимости от вида водоросли, которая его производит. Наиболее обычное расположение субъединиц R-фикоэритрина — (αβ)6γ. К субъединице α присоединено два фикоэритробилина (ФЭБ), к β субъединице два или три ФЭБа и один фикоуробилин (ФУБ), а вот γ субъединица, согласно последним данным, содержит три ФЭБа и два ФУБа (γ1) или один-два ФЭБа и один ФУБ (γ2). Молекулярная масса R-фикоэритрина 250000 дальтон.

## Спектральные характеристики
- Максимум поглощения 565 нм
- Добавочный пик поглощения 498 нм
- Максимум излучения 573 нм

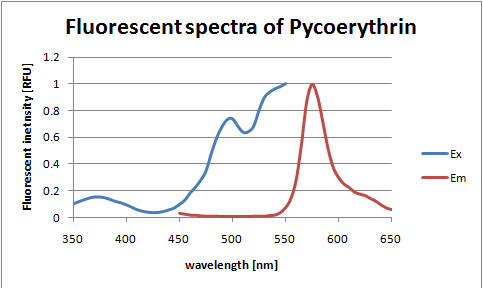
Спектр излучения фикоэритрина

- Коэффициент затухания (ε) 1.96 x 106 M −1 см −1
- Квантовый выход 0.84
- Яркость (ε x QY) 1.65 x 106 M−1 см−1

## Разновидности R-фикоэритрина

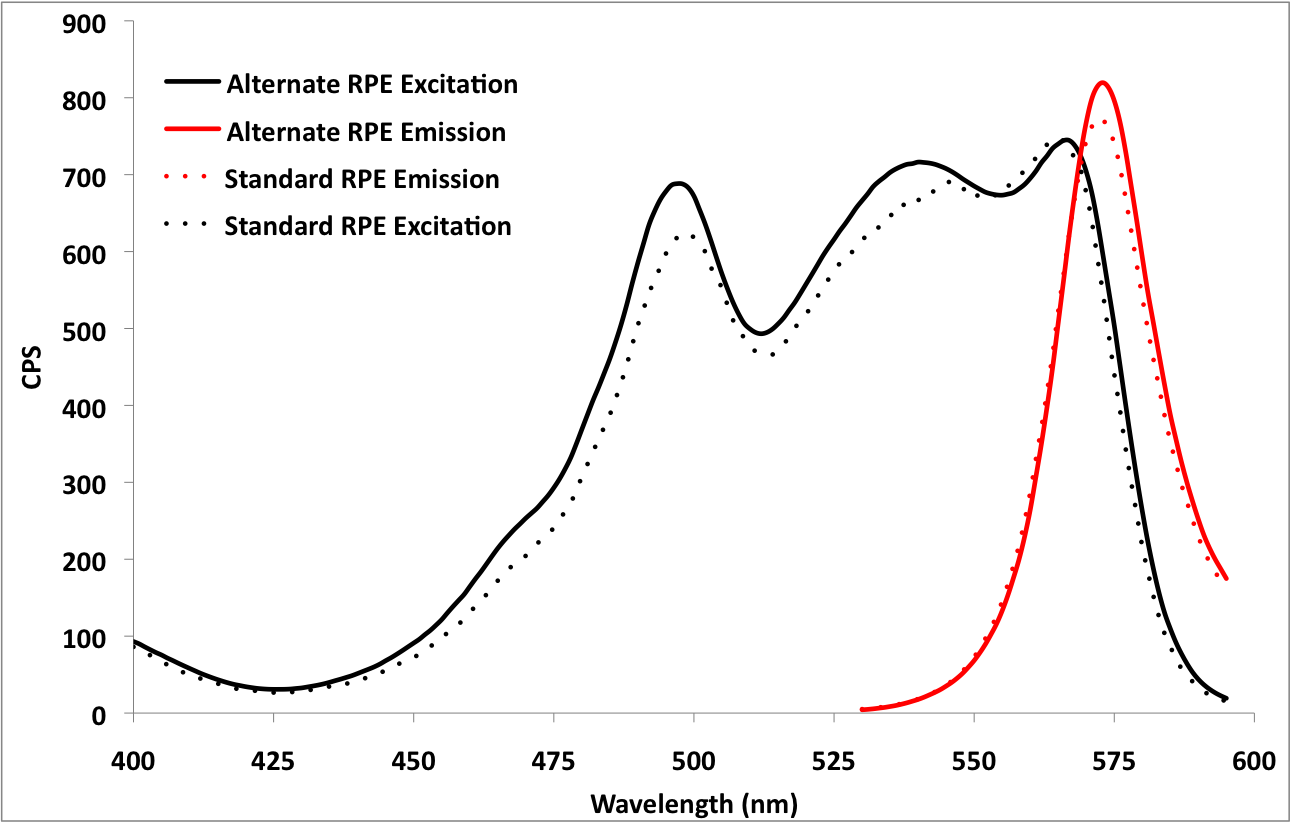
Графики возбуждения и излучения для R-фикоэритрина из двух разных водорослей. Также учтена обычная возбудимость лазером.

Как уже было сказано выше, фикоэритрин можно обнаружить во множестве различных видов водорослей, и таким образом существует множество его разновидностей, отличающихся уровнем поглощения и излучения света, что требуется для облегчения фотосинтеза. Это может быть результатом обитания водоросли в столбе воды и вытекающие из этого изменения эффективности вспомогательного пигмента.
С развитием технологии, позволяющей избежать быстрого фотообесцвечивания, белковые флюорофоры стали мощным инструментом для исследования в таких областях как микроскопия, анализ микротрубочек и Вестерн-блоттинг. В свете всего этого для исследователей стало выгодным искать разновидности R-фикоэритрина с целью определения наиболее пригодной из них для каждого вида исследований. Даже малейшее усиление флюоресценции может снизить фоновые шумы и снизить количество ложно-негативных результатов.